# Nicaragua az 1996. évi nyári olimpiai játékokon
Nicaragua az egyesült államokbeli Atlantában megrendezett 1996. évi nyári olimpiai játékok egyik részt vevő nemzete volt. Az országot az olimpián 5 sportágban 26 sportoló képviselte, akik érmet nem szereztek.

## Atlétika
Férfi
| Versenyző       | Versenyszám | Eredmény | Helyezés |
| --------------- | ----------- | -------- | -------- |
| William Aguirre | Maraton     | 2:37:02  | 99.      |

Női
| Versenyző         | Versenyszám | Előfutam | Előfutam | Előfutam | Döntő   | Döntő    |
| Versenyző         | Versenyszám | Idő      | Hely.    | Össz.    | Idő     | Helyezés |
| ----------------- | ----------- | -------- | -------- | -------- | ------- | -------- |
| Marta Portoblanco | 5000 m      | 18:42,78 | 15.      | 45.      | kiesett | kiesett  |

## Baseball
| Nicaraguai baseballcsapat-játékoskeret | Nicaraguai baseballcsapat-játékoskeret |
| --- | --- |
| - Bayardo Davila - Martín Aleman - Norman Cardozo - Oswaldo Mairena - Nemesio Porras - José Luis Quiroz - Carlos Alberto Berrios - Sandy Moreno - Omar Obando - José Ramon Padilla | - Fredy Zamora - Julio César Osejo - Eduardo Bojorge - Asdrudes Flores - Anibal Vega - Erasmo Baca - Luis Daniel Miranda - Fredy Corea - Jorge Luis Avellan - Henry Roa |

### Eredmények
Csoportkör
| Csapat           | M | Gy | V | P+ | P– | Pk  |
| ---------------- | - | -- | - | -- | -- | --- |
| Kuba             | 7 | 7  | 0 | 97 | 49 | +48 |
| Egyesült Államok | 7 | 6  | 1 | 81 | 27 | +54 |
| Japán            | 7 | 4  | 3 | 69 | 45 | +24 |
| Nicaragua        | 7 | 4  | 3 | 44 | 30 | +14 |
| Hollandia        | 7 | 2  | 5 | 32 | 76 | –44 |
| Olaszország      | 7 | 2  | 5 | 33 | 71 | –38 |
| Ausztrália       | 7 | 2  | 5 | 47 | 86 | –39 |
| Dél-Korea        | 7 | 1  | 6 | 40 | 59 | –19 |

| 1996. július 20. |  | Egyesült Államok (USA) | 4–1 | Nicaragua |  |  |
| 1996. július 20. |  |                        |     |           |  |  |

| 1996. július 22. |  | Olaszország (ITA) | 2–7 | Nicaragua |  |  |
| 1996. július 22. |  |                   |     |           |  |  |

| 1996. július 23. |  | Nicaragua (NCA) | 8–3 | Dél-Korea |  |  |
| 1996. július 23. |  |                 |     |           |  |  |

| 1996. július 25. |  | Nicaragua (NCA) | 5–0 | Hollandia |  |  |
| 1996. július 25. |  |                 |     |           |  |  |

| 1996. július 27. |  | Japán (JPN) | 13–6 | Nicaragua |  |  |
| 1996. július 27. |  |             |      |           |  |  |

| 1996. július 28. |  | Ausztrália (AUS) | 0–10 | Nicaragua |  |  |
| 1996. július 28. |  |                  |      |           |  |  |

| 1996. július 29. |  | Nicaragua (NCA) | 7–8 | Kuba |  |  |
| 1996. július 29. |  |                 |     |      |  |  |

Elődöntő
| 1996. augusztus 1. |  | Nicaragua (NCA) | 1–8 | Kuba |  |  |
| 1996. augusztus 1. |  |                 |     |      |  |  |

Bronzmérkőzés
| 1996. augusztus 2. |  | Egyesült Államok (USA) | 10–3 | Nicaragua |  |  |
| 1996. augusztus 2. |  |                        |      |           |  |  |

| Csapat    | Helyezés |
| --------- | -------- |
| Nicaragua | 4.       |

## Cselgáncs
Férfi
| Versenyző          | Versenyszám | Selejtező         | 32-es főtábla         | Nyolcaddöntő      | Negyeddöntő       | Elődöntő          | Vigaszág első kör               | Vigaszág negyeddöntő | Vigaszág elődöntő | Bronz- mérkőzés   | Döntő             | Helyezés |
| Versenyző          | Versenyszám | Ellenfél Eredmény | Ellenfél Eredmény     | Ellenfél Eredmény | Ellenfél Eredmény | Ellenfél Eredmény | Ellenfél Eredmény               | Ellenfél Eredmény    | Ellenfél Eredmény | Ellenfél Eredmény | Ellenfél Eredmény | Helyezés |
| ------------------ | ----------- | ----------------- | --------------------- | ----------------- | ----------------- | ----------------- | ------------------------------- | -------------------- | ----------------- | ----------------- | ----------------- | -------- |
| Ricky Dixon        | Váltósúly   | erőnyerő          | Stefan Dott (GER) · V |                   |                   |                   | Johan Laats (BEL) · V           | kiesett              | kiesett           | kiesett           |                   | 13.      |
| Arnulfo Betancourt | Nehézsúly   | erőnyerő          | Ogava Naoja (JPN) · V |                   |                   |                   | Harálambosz Papaioánu (GRE) · V | kiesett              | kiesett           | kiesett           |                   | 13.      |

## Sportlövészet
Férfi
| Versenyző       | Versenyszám | Selejtező | Selejtező | Döntő   | Döntő    |
| Versenyző       | Versenyszám | Pont      | Helyezés  | Pont    | Helyezés |
| --------------- | ----------- | --------- | --------- | ------- | -------- |
| Walter Martínez | Légpuska    | 566       | 44.       | kiesett | kiesett  |

## Úszás
Férfi
| Versenyző   | Versenyszám    | Előfutam | Előfutam | Előfutam | Döntő   | Döntő   | Döntő   | Helyezés |
| Versenyző   | Versenyszám    | Idő      | Hely.    | Össz.    | Típus   | Idő     | Hely.   | Helyezés |
| ----------- | -------------- | -------- | -------- | -------- | ------- | ------- | ------- | -------- |
| Walter Soza | 200 m pillangó | 2:04,66  | 2.       | 36.      | kiesett | kiesett | kiesett | kiesett  |
| Walter Soza | 200 m vegyes   | 2:06,15  | 1.       | 20.      | kiesett | kiesett | kiesett | kiesett  |
| Walter Soza | 400 m vegyes   | 4:32,11  | 1.       | 22.      | kiesett | kiesett | kiesett | kiesett  |